# Ядерна парасолька
Ядерна парасолька — це гарантії від держави Ядерного клубу щодо захисту держави, яка не має ядерної зброї.
Переважно використовують для опису безпекових альянсів Сполучених Штатів з Японією, Південною Кореєю, НАТО (більша частина Європи, Туреччина, Канада), та Австралією, бере початок з часів Холодної війни з СРСР.
Для деяких країн це було альтернативою створення власної ядерної зброї; інші альтернативи включають регіональну Без'ядерну зону або Ядерний обмін.